# Journal of Agricultural and Food Chemistry
Il Journal of Agricultural and Food Chemistry (JAFC) è una rivista accademica pubblicata dalla American Chemical Society (ACS), casa editrice americana con sede a Washington DC.
Si occupa di chimica applicata all'agricoltura, di chimica degli alimenti e di scienza alimentare, e nella propria home page riporta un impact factor pari a 3.154.